# 9è Festival Internacional de Cinema de Berlín
El 9è Festival Internacional de Cinema de Berlín va tenir lloc entre el 26 de juny i el 7 de juliol de 1959. El festival acull el moviment cinematogràfic conegut com a nouvelle vague i projecta el treball de directors com Jean-Luc Godard, Agnès Varda i François Truffaut. L'Os d'Or fou entregat a la pel·lícula francesa Les Cousins dirigida per Claude Chabrol.

## Jurat
Les següents persones van ser anunciades com a jurats per al festival:
- Robert Aldrich (president)
- Johan Jacobsen
- Charles Ford
- John Bryan
- Ignazio Tranquilli
- Shigueo Miyata
- Wali Eddine Sameh
- O. E. Hasse
- Gerhard Prager
- Fritz Podehl
- Walther Schmieding

## Pel·lícules en competició
Les següents pel·lícules van competir per a l'Os d'Or i l'Os de Plata:
| Títol                        | Director(s)                  | País              |
| ---------------------------- | ---------------------------- | ----------------- |
| Archimède le clochard        | Gilles Grangier              | França            |
| Ask Any Girl                 | Charles Walters              | Estats Units      |
| Astero(Αστέρω)               | Dinos Dimopoulos             | Grècia            |
| Der Rest ist Schweigen       | Helmut Käutner               | RFA               |
| Diez fusiles esperan         | José Luis Sáenz de Heredia   | Espanya           |
| Dorp aan de rivier           | Fons Rademakers              | Països Baixos     |
| Flor de mayo                 | Roberto Gavaldón             | Mèxic             |
| Hadaka no taiyo              | Miyoji Ieki                  | Japó              |
| Hassan wa Nayima             | Henry Barakat                | Egipte            |
| Herren og hans tjenere       | Arne Skouen                  | Noruega           |
| Home Is the Hero             | Fielder Cook                 | Estats Units      |
| Jonggak                      | Ju-nam Yang                  | Corea del Sud     |
| Kakushi-toride no san-akunin | Akira Kurosawa               | Japó              |
| Körkarlen                    | Arne Mattsson                | Suècia            |
| La caída                     | Leopoldo Torre Nilsson       | Argentina         |
| Les Cousins                  | Claude Chabrol               | França            |
| Les étoiles de midi          | Jacques Ertaud, Marcel Ichac | França            |
| Lupi nell'abisso             | Silvio Amadio                | RFA               |
| Meus Amores no Rio           | Carlos Hugo Christensen      | Brasil- Argentina |
| Panoptikum 59                | Walter Kolm-Veltée           | Àustria           |
| Poeten og Lillemor           | Erik Balling                 | Dinamarca         |
| Sagar Sangamey               | Debaki Bose                  | Índia             |
| Sven Tuuva                   | Edvin Laine                  | Finlàndia         |
| Telesme schekasté            | Syamak Yasami                | Iran              |
| That Kind of Woman           | Sidney Lumet                 | Estats Units      |
| The Siege of Pinchgut        | Harry Watt                   | Regne Unit        |
| Tiger Bay                    | J. Lee Thompson              | Regne Unit        |
| Un uomo facile               | Paolo Heusch                 | Itàlia            |
| Und das am Montagmorgen      | Luigi Comencini              | Itàlia            |

## Premis

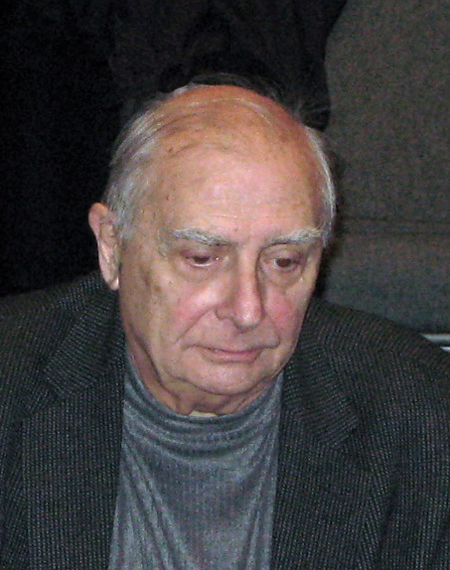
Claude Chabrol, guanyador de l'Os d'Or de l'edició.

Els premis atorgats pel jurat foren:
- Os d'Or: Les Cousins de Claude Chabrol
- Os de Plata a la millor direcció: Akira Kurosawa per Kakushi-toride no san-akunin
- Os de Plata a la millor interpretació femenina: Shirley MacLaine per Ask Any Girl
- Os de Plata a la millor interpretació masculina: Jean Gabin per Archimède le clochard
- Os de Plata Premi Extraordinari del Jurat: Hayley Mills per Tiger Bay
- Premi FIPRESCI
  - Kakushi-toride no san-akunin d'Akira Kurosawa
- Premi OCIC 
  - Paradies und Feuerofen de Victor Herbert
- Premi Pel·líocula de la Moventut
  - Millor curtmetratge adaptat al jovent: Anneaux d'or de René Vautier
  - Millor documental adaptat per la joventut: Paradise and Fire Oven de Herbert Viktor
  - Millor pel·lícula adaptada a la joventut: Hadaka no taiyo de Miyoji Ieki